# Work and Travel USA

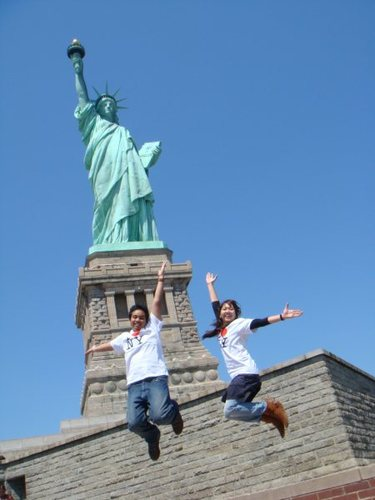

Work and Travel USA (рус. Работа и Путешествие в США) — самая популярная программа международного студенческого обмена (ежегодная квота Госдепартамента на участников этой программы свыше 100 000 мест).
Её целью является предоставление студентам дневной формы обучения высших учебных заведений возможности непосредственного участия в повседневной жизни народа Соединённых Штатов Америки через путешествия и временную работу на срок до 4 месяцев во время летних каникул. По окончании программы участнику даётся до 30 дней на путешествие по стране без права работы (так называемый «grace period»).

## Условия
Согласно требованиям Госдепартамента для студентов из России, программа начинается не ранее 15 мая и заканчивается — не позднее 15 сентября.
Для участия в летней программе Work and Travel USA необходимо быть студентом очной формы в аккредитованном учебном заведении и добросовестно посещать занятия, а также владеть английским языком на разговорном уровне (Intermediate Level и выше). Формальных ограничений по возрасту участников не существует, однако, студенты, которые старше «типичного» студента в России — то есть старше 23-26 лет попадают в группу риска при прохождении собеседования в Посольстве США. Студенты вечерней формы обучения могут принимать участие в программе, при условии, что они посещают занятия не реже 5 дней в неделю (или не менее 20 часов в неделю). Студенты последних курсов обучения имеют право принимать участие в программе Work and Travel, однако должны убедить консульского офицера в том, что вернутся на родину по окончании программы в надлежащий срок.
Государственный департамент США руководит программой обмена в соответствии с Законом о взаимном образовании и о культурном обмене от 1961 года с внесёнными в него поправками. Государственный департамент США определяет организации для управления программами международного обмена в нескольких категориях. Эти организации называются спонсорами. У большинства спонсоров есть партнёры и агенты по всему миру. Обязательства по заблаговременной проверке предполагаемых работодателей участников возлагаются на спонсоров.

## Что получает участник программы
В первую очередь — это возможность для молодых людей познакомиться со страной, её нравами, культурой, как и возможность для американцев узнать что-то новое о жизни, нравах и культуре страны участника. Во-вторых — это отличная практика в языковой среде. Уровень владения разговорного английского языка за период участия в программе значительно улучшается, пропадает или значительно снижается языковой барьер. В-третьих, программа окупается. Затраты на участие в ней покрываются доходами от работы в американских компаниях. Более того, многие студенты зарабатывают за лето значительно больше той суммы, которую они затратили. Работа, как правило, предлагается в курортных городах у океана, на сезонных позициях — в ресторанах, отелях, магазинах, аквапарках, а также национальных парках и заповедниках. Зарплата $9-$15 в час или $1415-$2360 в месяц, при работе 35 часов в неделю. Можно устроиться и на 2 работы. По правилам программу существуют ограничения по видам работ и их локации. Предполагаемая вакансия должна быть временной и график работы должен быть преимущественно в дневное время. Также для участников Work and Travel запрещено работать на заводах и фабриках, на позициях, связанных с риском для жизни и здоровья, на позициях без определённого месторасположения.

## Этапы оформления на программу Work and Travel для студентов из России[1]
Оформление на программу предполагает поиск специализированного российского агентства, которое сотрудничает со спонсорами программы в США. Оформиться можно как в офисе агентства, так и онлайн из любого города России. Агентство проводит тестирование на знание английского языка и проверяет студенческий статус кандидата в программу, помогает в оформлении необходимых форм и документов, а также проводит различные тренинги. При оформлении на программу студент выбирает кто будет подбирать для него приглашение на работу(Job Offer) — агентство или же сам участник. В случае с самостоятельным поиском работы программы стоит меньше. После того, как работодатель был подобран, подписанный им джоб оффер (предложение о работе) направляется на проверку спонсору программы. Спонсор обязан убедиться, что работодатель действительно готов нанять участника на работу на условиях, указанных в джоб оффере, а также проверить наличие у работодателя лицензии и страховки. После подтверждения джоб оффера спонсор пришлёт оригинал сертификата для участника (форму DS-2019), который необходимо иметь при себе на интервью при обращении за визой J1 в консульстве США. Важной особенностью оформления визы для участников из России является необходимость личного интервью в консульствах США за пределами России, в связи с приостановкой выдачи американских виз посольством США на территории РФ. Как правило, участники обращаются за визой j1 по программе Work and Travel в консульства США в странах СНГ и восточной Европы. После одобрения визы участник бронирует авиаперелёт и проходит Ориентацию перед вылетом в США, на которой агентство или спонсор обязаны подробно рассказать о правилах программы, её особенностях и предоставить всю необходимую информацию перед поездкой в США.

## SEVIS
SEVIS (Student and Exchange Visitor Information System) — государственная электронная система, позволяющая отслеживать текущую информацию о студентах, приехавших по визам F или М, и участниках международного обмена (J visa). SEVIS позволяет учебным заведениям и спонсорам передавать информацию и уведомления по Интернету в Министерство национальной безопасности (Department of Homeland Security) и в Госдепартамент США на протяжении всего пребывания студентов и участников обмена в США. SEVIS будет получать информацию о статусе студентов и участников обмена, включая (но не ограничивая) даты въезда/выезда, смену адресов, продление программы, рабочие уведомления и изменения в образовательной программе. SEVIS также будет предоставлять системные предупреждения, уведомления о событиях и отчёты образовательным учреждениям и спонсорам, а также в Министерство национальной безопасности и в Госдепартамент США. Доступ к системе SEVIS имеют также посольства и консульства США.